# 吳孔性
吳孔性（1533年—？），字粹卿，號若川，浙江處州府遂昌縣人，民籍，明朝政治人物。

## 生平
嘉靖三十七年（1558年）戊午科浙江鄉試第八十八名舉人。嘉靖四十一年（1562年）中式壬戌科會試第一百九十八名，二甲第七十三名進士。歴官安慶府知府。升福建按察司副使，萬曆八年（1580年）正月升雲南布政司右参政，八月因违禁驰驿，被革职閑住。

## 家族
曾祖吳挺；祖父吳涑；父吳文轅，母鄭氏。具庆下。弟愷、悌。